# Alejandro Durán
Alejandro Durán (El Paso, Magdalena Grande, 9 février 1919 - Monteria, Cordoba, 15 novembre 1989) est l'un des plus grands accordéonistes et compositeurs de vallenato colombien.

## Biographie
C'est en regardant jouer d'autres musiciens qu'il apprend à jouer de l'accordéon à l'âge de vingt-six ans. Il a travaillé comme ouvrier agricole pour des fermes du département du Magdalena Grande.
Il fait son premier enregistrement en 1950 . En 1968, il remporte le premier prix du Festival Vallenato de Valledupar, devenant ainsi le premier roi vallenato. Son talent a traversé les frontières puisqu'il a été invité en 1968 à concourir au "Festival Mondial de Folklore au Mexique", une Olympiade culturelle qui s'est tenue en même temps que les Jeux Olympiques de Mexico ; où il a remporté la seule médaille d'or pour la Colombie en reconnaissance de son talent.
Lors du Festival de 1987, pour la désignation du roi des rois, il semblait certain qu'il serait vainqueur. C'était le favori du public. Mais il rate un morceau et s'arrête, il dit alors aux spectateur: "Je me suis disqualifié moi-même". Il descend de l'estrade et s'explique avec le jury. Mais le public l'acclame et le jury l'autorise à reprendre sa prestation.
Alejandro Durán a interprété tous les rythmes vallenato, la puya (entre autres "Pedazo de Acordeón"), le paseo (entre autres La cachucha bacana), le merengue (entre autres Maruja), le son (entre autres Joselina Daza, Fidelina) et la tambora (entre autres La candela viva).
Parmi ses compositions les plus remarquables: Fidelina, Altos del Rosario, Cero Treinta y Nueve, Guepajé, Pobrecito corazón, Los campanales, Este Pobre Corazón, El bautismo, El Compromiso, Los Lentes, La Puya Vallenata, Mi Folclor, Carmencita, Besito Cortao, A dónde estará Durán, El Adivino, A mi Pueblo, Qué tienen las mujeres, Las Viejas no me quieren et Ceja Encontrada. Ils chantent ces amis, les paysages, les coutumes du pays, mais aussi les femmes : (Alicia Adorada - auteur de Juancho Polo Valencia -, Evangelina, Elvirita, Reyita, Candy, Cata, Ángela, Cornelia, La Niña Guillo, Mayito y Cholita, entre autres), 
Duran s'installe à Planeta Rica à Córdoba, pendant une longue période. Sa dépouille repose dans les jardins du cimetière de cette commune.
En 2000, Caracol TV diffuse un feuilleton un hommage au troubadour appelé "Alejo, à la recherche de l'amour."
Gilberto Alejandro Durán Díaz est décédé le 15 novembre 1989 dans la ville de Montería d'un infarctus du myocarde. Sa dépouille repose au cimetière des Jardines de Esperanza à Planeta Rica.
Une école de la municipalité d'Altos del Rosario, à Bolívar, porte le nom d'Alejandro Durán Díaz.